# エドワード・ピッカリング

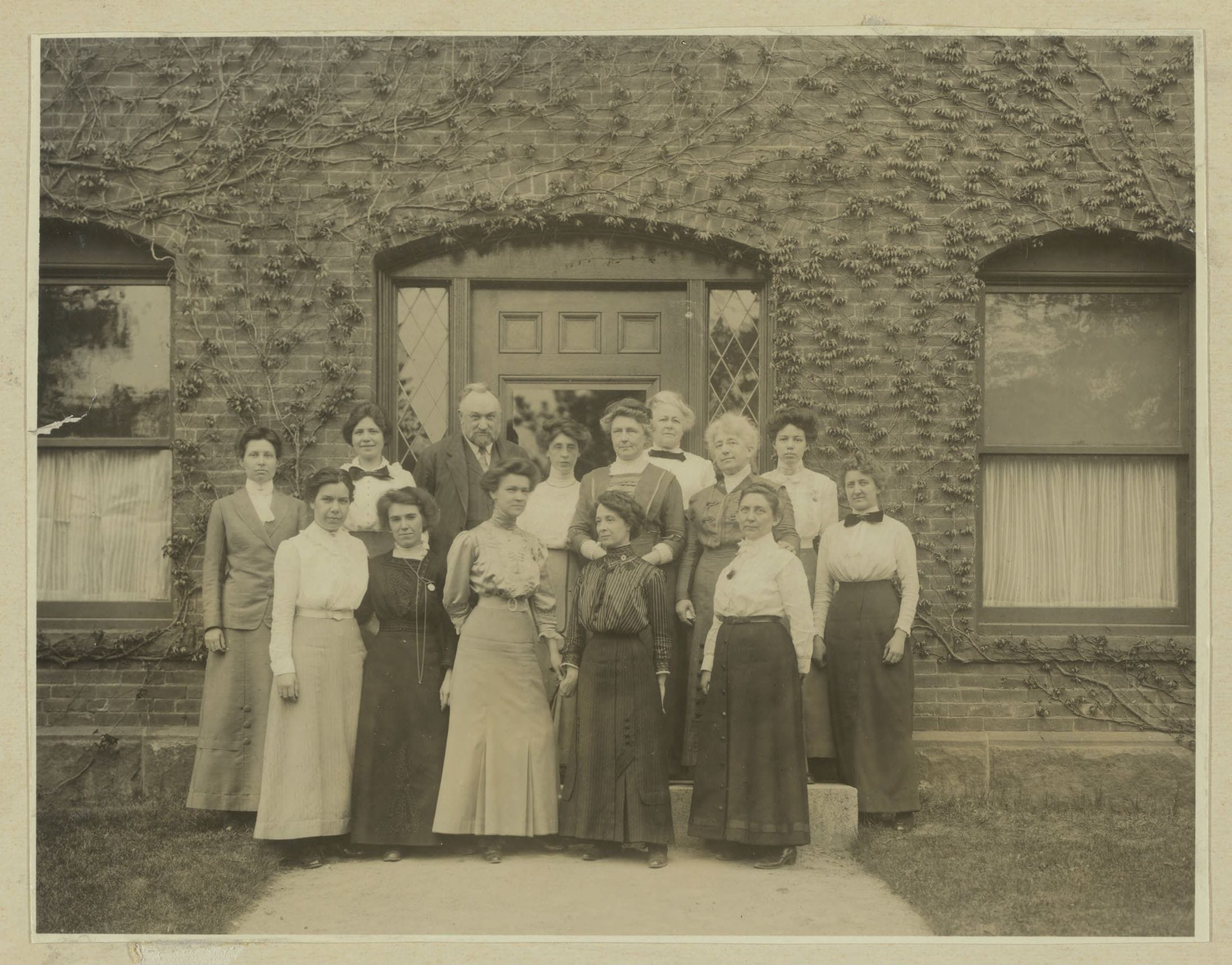
Harvard College Observatory Building C の前に並ぶピッカリングとHarvard Computersの女性(1913年5月13日)

エドワード・ピッカリング （Edward Charles Pickering 、1846年6月19日 - 1919年2月3日）は、アメリカ合衆国の天文学者である。天文学者・ウィリアム・ヘンリー・ピッカリングの兄である。

## 略歴
ボストンで生まれた。ボストン・ラテン・スクールで学んだ後、科学に転じ、ハーバード大学で学んだ。マサチューセッツ工科大学で物理学を教えた後、1877年から1919年に逝去するまでハーバード大学天文台の台長を務めた。分光装置のついた望遠鏡を使って天体を撮影することによって、複数の恒星のスペクトルを同時に撮影する技術を開発し、多くの天体のデータを集めて多くの重要な発見を行なった。計算手や写真データの解析要員として女性を多く雇用し、それらの女性の中にはアニー・ジャンプ・キャノン、ヘンリエッタ・リービット、アントニア・モーリ、ウィリアミーナ・フレミングといった、後に天文学上の業績を挙げることになる女性も多く含まれていた。
ウィリアミーナ・フレミング、アニー・ジャンプ・キャノンとともにハーバード分類と呼ばれる恒星のスペクトル分類法を開発した。ヘルマン・カール・フォーゲルとともに、ピッカリングは最初の分光連星を発見した。1907年王立協会の外国人会員に選出された。

## 賞歴
- イギリス王立天文学会ゴールドメダル（1886年と1901年）
- ヘンリー・ドレーパー・メダル （1888年）
- ブルース・メダル（1908年）
- ジュール・ジャンサン賞（1908年）

## エポニム
ピッカリング兄弟を記念して次のようなものが命名された
- 小惑星(784)　Pickeringia　[6]
- 月のクレーター
- 火星のクレーター